# مدينة كبرى

تعد طوكيو أكبر تجمع حضري على وجه الأرض.

مدينة كبرى أو التجمع الحضري (بالإنجليزية: Metropolitan area)‏ مصطلح يطلق على المدن الكبرى مع ضواحيها المدن والقرى المجاورة لها. هو مركز كبير يتألف من عدد كبير من السكان والعاملين المرتبطين بهذه المنطقة، ويمتد على مجال ترابي واسع، من العادة اتخاذ اسمها من المدينة الكبيرة.
يوجد أكبر تجمع حضري في العالم بمدينة طوكيو اليابانية يمتد النسيج العمراني فيها بدون انقطاع ليشغل مساحة قدرها 10,000 كلم²، ويضم أكثر من 30 مليون نسمة، يشمل العديد من المدن الصغيرة المتاخمة وثلاث مدن كبيرة.
ميتروبوليتان آريا: مصطلح مختصر في بعض الأحيان إلى مترو الانفاق، ينبغي الا يفهم خطأ على انه يعني نظام مترو الانفاق والسكك الحديدية للمدينة.